# Laborans

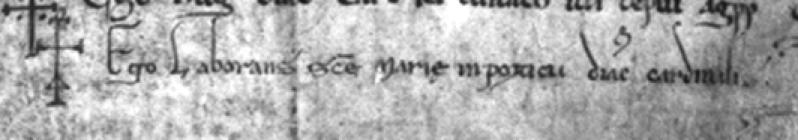
Unterschrift des Kardinaldiakons auf einem Privileg Alexanders III. von 1175

Laborans (*  zwischen 1120 und 1125 in Pontormo; † nach dem 6. Oktober 1189 in Rom) war Theologe und Kanonist und ab 1173 als Kardinaldiakon von Santa Maria in Portico und nach dem Dritten Laterankonzil 1179 als Kardinalpriester von Santa Maria in Trastevere Kardinal der römischen Kirche.
Seine theologischen Studien in Frankreich, möglicherweise in Paris bei Gilbert von Poitiers, schloss er mit dem magister ab, Kirchenrecht dürfte er erst nach der Rückkehr nach Italien, die ihn über Deutschland führte, studiert haben. Von einer kanonistischen Lehrtätigkeit des Laborans ist nichts bekannt. Als Kanoniker in Capua kam er in Kontakt mit der Führungsschicht am normannischen Königshof in Palermo unter Wilhelm I., wo er auch an Diskussionen teilnahm.
Seine Schriften sind nur in einer einzigen Handschrift überliefert, die unter der Signatur Arch.Cap.S.Pietro C.110 in der Biblioteca Apostolica Vaticana aufbewahrt wird. Neben der Compilatio decretorum, einer umfangreichen Umarbeitung von Gratians Dekret, sind zwei  längere Traktate bekannt: De iustitia et iusto, dem Maio von Bari gewidmet, und De vera libertate mit der Widmung an den Erzbischof Hugo von Palermo, vorher Erzbischof von Capua. Nicht weiter bekannt sind die Adressaten zweier kurzer Schriften: Contra Sabellianos für einen Hermannus theologicae veritatis amicus und De relativa praedicatione personae in divinis für einen Rispaldus theologici sinus alumnus. Daneben sind Aktenstücke seiner Legation in der Toskana mit Zeugenaussagen aus den Jahren 1177 bis 1180 über einen Streit zwischen den Bischöfen von Siena und Arezzo überliefert.

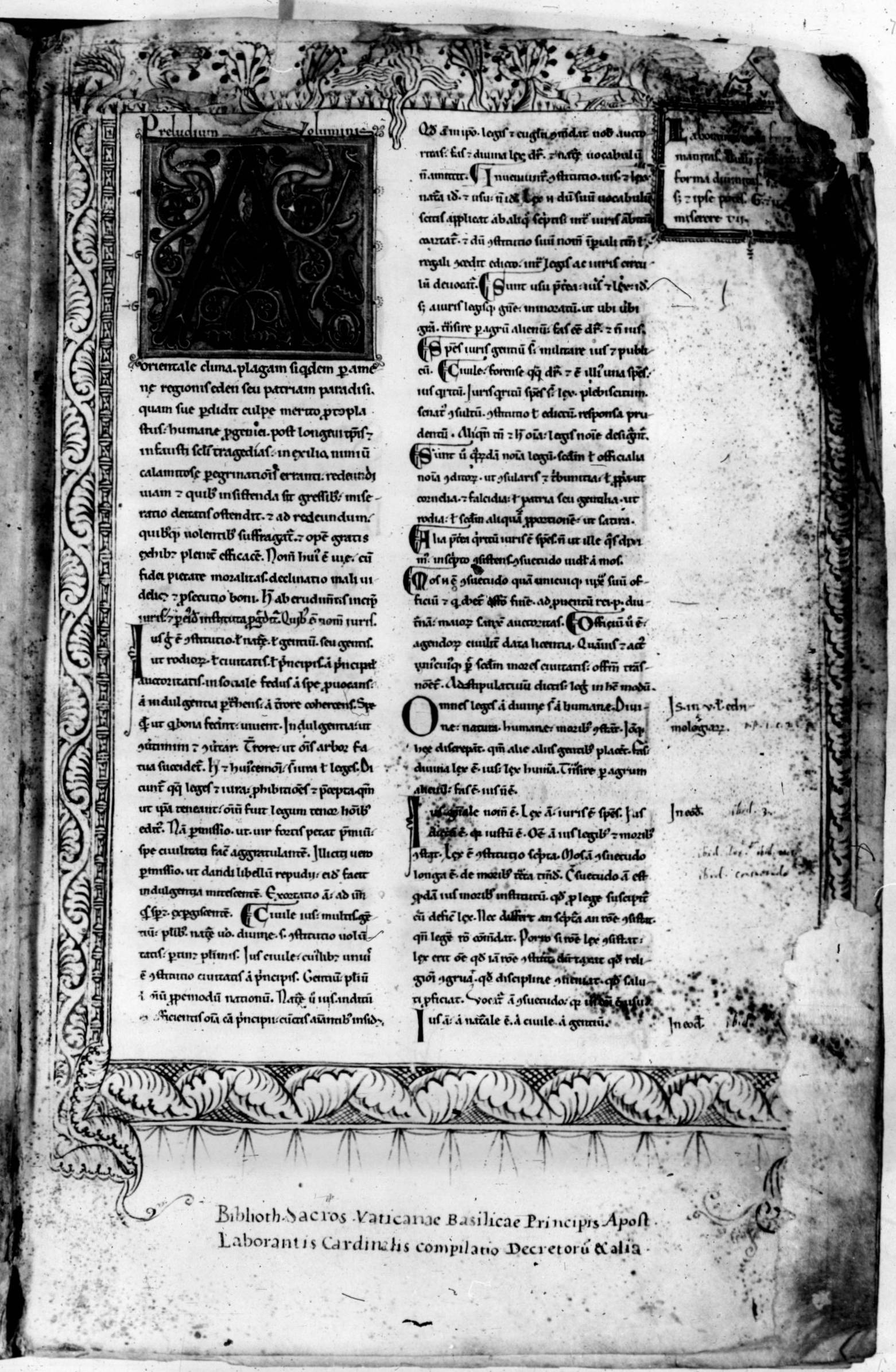
Seite aus der Handschrift der Compilatio Decretorum, 12. Jh. (Biblioteca Apostolica Vaticana, Arch.Cap.S.Pietro C.110)

Die nach den Angaben des Verfassers nach zwanzigjähriger Arbeit 1182 abgeschlossene Compilatio ist dem Bischof Petrus von Pamplona gewidmet. Allerdings dürfte die wesentliche Sammlung einige Jahre vorher beendet gewesen sein, da die rezeptierten Dekrete des Dritten Laterankonzils an den Rändern der Handschrift an den systematisch passenden Stellen nachgetragen sind.  Aus dem Dekret Gratians übernommene Materialien machen etwa 80 % aus, der Rest stammt weitgehend aus Mare vitreum, einer in der Neapolitaner Handschrift MS. XII.A.27 überlieferten Sammlung. Ungeachtet der besseren Anordnung des Stoffes konnte sich die Kompilation des Laborans nicht durchsetzen und wurde nicht zur Kenntnis genommen, da das Werk Gratians in Lehre und Exegese der Bologneser Rechtsschule bereits zu stark verankert war.
Befreundet war Laborans mit magister Vivianus, 1175 zum Kardinaldiakon von San Nicola in Carcere ernannt, der ihm eine Abhandlung über das Appellationsrecht gewidmet hat, die als einzige fremde Schrift in der Sammlung der vatikanischen Handschrift enthalten ist.

## Ausgaben
- Artur Michael Landgraf: Laborantis Cardinalis Opuscula (= Florilegium patristicum 32). Hanstein, Bonn 1932.
- Francesco Giunta: Bizantini e bizantinismo nella Sicilia normanna. Nova edizione. Palumbo, Palermo 1974, S. 104–123 druckt ohne Kenntnis von Landgraf den Traktat De vera libertate und die beiden kurzen Schriften.
- Eine Ausgabe der Compilatio decretorum gibt es nicht, Norbert Martin hat im 2. Band nur solche Auszüge ediert, die nicht aus Gratians Dekret übernommen sind.